# Tour des Flandres 1938
Le Tour des Flandres 1938 est la 22e édition du Tour des Flandres. La course a lieu le 10 avril 1938, avec un départ à Gand  et une arrivée à Wetteren sur un parcours de 260 kilomètres.
Le vainqueur final est le coureur belge Edgard de Caluwe, qui s’impose au sprint à Wetteren. Les Belges Sylvère Maes et Marcel Kint complètent le podium.

## Monts escaladés
- Quaremont (Nouveau Quaremont)
- Kruisberg
- Edelareberg

## Classement final
|    | Coureur          | Pays     | Équipe             | Temps           |
| -- | ---------------- | -------- | ------------------ | --------------- |
| 1  | Edgard de Caluwe | Belgique | Dilecta-Wolber     | 7 h 42 min 00 s |
| 2  | Sylvère Maes     | Belgique | Alcyon-Dunlop      | m. t.           |
| 3  | Marcel Kint      | Belgique | Mercier-Hutchinson | m. t.           |
| 4  | Louis Hardiquest | Belgique | De Dion Bouton     | m. t.           |
| 5  | Maurice Croon    | Belgique | Wim Sport          | m. t.           |
| 6  | Constant Lauwers | Belgique | Helyett-Hutchinson | m. t.           |
| 7  | Émile Masson jr. | Belgique | Alcyon-Dunlop      | m. t.           |
| 8  | René Walschot    | Belgique | J.B. Louvet-Wolber | m. t.           |
| 9  | Edward Vissers   | Belgique | Alcyon-Dunlop      | m. t.           |
| 10 | Gaston Rebry     | Belgique | Mercier-Hutchinson | + 25 s          |